# 永井流養蚕術
永井流養蚕術（ながいりゅうようさんじゅつ）は、群馬県で明治時代に発案された養蚕技術。名称は発案者である利根郡片品村出身の永井紺周郎（ながい こんしゅうろう）にちなむ。
その主な手法は「いぶし飼い」と呼ばれるもので、蚕室内に火を起こして煙で充満させる。これは、戊辰戦争中に永井宅に寄宿した官軍が火を炊いたあと、作に恵まれたことから着想したとされ、火や煙がカイコに不適とする当時の常識を覆すものであった。
永井紺周郎は永井流養蚕術の普及のため、「永井流養蚕伝習所」設置願を出すが、1887年（明治20年）5月に57歳で死去した。妻いとが遺志を継ぎ、自宅に伝習所を開設し指導にあたった。川場村と勢多郡敷島村にも支所が設置された。生徒は伝習所に宿泊して学ぶ本科生と自宅で巡回指導を受ける別科生があり、両方合わせて1500人以上に上ったとされる。
渋川市横堀に「報恩碑」、渋川市赤城町勝保沢に「頌徳碑」、前橋市上大屋町に「紺周郎神碣」が建てられたことからも、多くの人の感謝の程が分かる。ほかに前橋市日輪寺町にも碑が残る。
しかし、永井は文献資料をほとんど残さなかったため、永井の没後、養蚕農家の減少とともにその事績は次第に忘れられた。
2010年代になって、永井の地元である片品村ではその功績を伝える取り組みが進められている。「永井流養蚕伝習所実習棟」をはじめとする永井流養蚕術に関連する遺産が片品村の重要文化財、ぐんま絹遺産、日本遺産「かかあ天下 －ぐんまの絹物語－」の構成文化財などに指定されている。（後述）

## 永井紺周郎
永井 紺周郎（ながい こんしゅうろう）は、天保2年（1831年）10月、片品村針山新田に生まれた。明治5年（1872年）熊谷県庁から蚕種検査、養蚕見廻役を命じられ、明治15年（1882年）利根・北勢多郡の勧業世話役拝命。明治20年（1887年）「永井流養蚕伝習所」設立願を出したが、同年5月没。

## 永井いと
永井 いと（ながい いと）は、天保7年（1836年）6月利根郡東村追貝（現・沼田市利根町）に金子半右衛門の長女として生まれ、永井紺周郎に嫁いだ。夫の没後、明治21年（1888年）に養蚕伝習所設立の認可を受け自宅に伝習所を開設。明治31年（1898年）指導先で倒れ明治37年（1904年）没。
馬にまたがって村々を回り、「紺周郎ばあさん」と呼ばれ親しまれたと伝わる。

## 関連遺産
- 永井流養蚕伝習所実習棟
  - 利根郡片品村針山4番地に所在。2014年（平成26年）7月22日片品村の重要文化財に指定[7]。
  - ぐんま絹遺産[8]。
  - 日本遺産「かかあ天下 －ぐんまの絹物語－」の構成遺産[9]。
- 紺周郎神碣
  - 前橋市上大屋町298番地に所在。明治21年（1888）3月に永井紺周郎を神として祀った碑。
  - ぐんま絹遺産[10]。
- 永井いと像
  - 永井いとが講義を行う様子を描いた掛け軸。
  - 日本遺産「かかあ天下 －ぐんまの絹物語－」の構成遺産[11]。